# Magele
Magele is een buurtschap in de gemeente Twenterand in de Nederlandse provincie Overijssel. Het ligt in het westen van de gemeente, een kilometer ten oosten van Den Ham. Bij Magele bevindt zich de Mageleresch een in het landschap oorspronkelijk es.
Hoofdplaats: Vriezenveen     
Dorpen: Geerdijk · Den Ham · De Pollen · Kloosterhaar (deels) · Vroomshoop · Westerhaar-Vriezenveensewijk

Buurtschappen: Bruinehaar · De Garstelanden · Hallerhoek · Linde · Magele · Meer · Noord-Meer · Weitemanslanden · Westerhoeven

Voormalige gemeenten: Den Ham · Vriezenveen

Overijssel · Steden en dorpen in Overijssel      Nederland · Provincies · Gemeenten